# Ліам Гендерсон
Ліам Гендерсон (англ. Liam Henderson, нар. 25 квітня 1996, Лівінгстон) — шотландський футболіст, півзахисник італійського клубу «Емполі».
Виступав, зокрема, за «Селтік», а також молодіжну збірну Шотландії.
Дворазовий чемпіон Шотландії. Триразовий володар Кубка шотландської ліги. Дворазовий володар Кубка Шотландії.

## Клубна кар'єра
Народився 25 квітня 1996 року в місті Лівінгстон. Вихованець футбольної школи клубу «Селтік». Дорослу футбольну кар'єру розпочав 2013 року в основній команді того ж клубу, в якій провів два сезони, взявши участь у 17 матчах чемпіонату. 
Згодом з 2015 по 2016 рік грав у складі команд «Русенборг», «Селтік» та «Гіберніан».
Своєю грою за останню команду знову привернув увагу представників тренерського штабу клубу «Селтік», до складу якого повернувся 2016 року. Цього разу відіграв за команду з Глазго наступні два сезони своєї ігрової кар'єри.
Протягом 2018—2021 років захищав кольори клубів «Барі», «Верона», «Емполі» та «Лечче».
2021 року приєднався до складу «Емполі». За два сезони відіграв за команду з Емполі 63 матчі в національному чемпіонаті.
Недовзі після почтатку сезону 2023/24, встигнувши взяти участь в одній грі за «Емполі» у чемпіонаті, був відданий в оренду до друголігового «Палермо».

## Виступи за збірні
У 2010 році дебютував у складі юнацької збірної Шотландії (U-15), загалом на юнацькому рівні взяв участь у 32 іграх, відзначившись 4 забитими голами.
Протягом 2015–2017 років залучався до складу молодіжної збірної Шотландії. На молодіжному рівні зіграв у 9 офіційних матчах.

## Особисте життя
Батько Гендерсона, Ніккі Гендерсон, також був професійним футболістом у 1990-х і на початку 2000-х років. Його молодший брат Юен Гендерсон, який також пройшов через молодіжну систему кельтів  і дебютував у першій команді в травні 2018 року, зараз грає за Гіберніан.

## Статистика виступів

### Статистика клубних виступів
Станом на 19 серпня 2023
| Сезон                     | Команда                   | Чемпіонат                 | Чемпіонат | Чемпіонат | Національний кубок | Національний кубок | Національний кубок | Континентальні кубки | Континентальні кубки | Континентальні кубки | Інші змагання | Інші змагання | Інші змагання | Усього | Усього |
|                           | Команда                   | Ліга                      | Ігор      | Голів     | Ліга               | Ігор               | Голів              | Ліга                 | Ігор                 | Голів                | Ліга          | Ігор          | Голів         | Ігор   | Голів  |
| ------------------------- | ------------------------- | ------------------------- | --------- | --------- | ------------------ | ------------------ | ------------------ | -------------------- | -------------------- | -------------------- | ------------- | ------------- | ------------- | ------ | ------ |
| 2013–14                   | «Селтік»                  | СП                        | 8         | 1         | СА+КЛ              | 0+0                | 0                  | ЛЧ                   | 0                    | 0                    | -             | -             | -             | 8      | 1      |
| 2014-бер. 2015            | «Селтік»                  | СП                        | 9         | 1         | СА+КЛ              | 1+1                | 0                  | ЛЧ+ЛЄ                | 1+2                  | 0                    | -             | -             | -             | 14     | 1      |
| бер.-черв. 2015           | «Русенборг»               | ЕС                        | 9         | 3         | КН                 | 4                  | 1                  | ЛЄ                   | 0                    | 0                    | -             | -             | -             | 13     | 4      |
| лип.-серп. 2015           | «Селтік»                  | СП                        | 1         | 0         | СА+КЛ              | 0+0                | 0                  | ЛЧ                   | 0                    | 0                    | -             | -             | -             | 1      | 0      |
| серп. 2015–16             | «Гіберніан»               | 1Д                        | 32+4      | 5+1       | СА+КЛ              | 7+5                | 0                  | -                    | -                    | -                    | -             | -             | -             | 48     | 6      |
| 2016–17                   | «Селтік»                  | СП                        | 10        | 1         | СА+КЛ              | 1+1                | 0                  | ЛЧ                   | 1                    | 0                    | -             | -             | -             | 13     | 1      |
| 2017-січ. 2018            | «Селтік»                  | СП                        | 1         | 0         | SC+КЛ              | 0+0                | 0                  | ЛЧ+ЛЄ                | 0+0                  | 0                    | -             | -             | -             | 1      | 0      |
| Усього за «Селтік»        | Усього за «Селтік»        | Усього за «Селтік»        | 29        | 3         |                    | 4                  | 0                  |                      | 4                    | 0                    |               | -             | -             | 37     | 3      |
| січ.-черв. 2018           | «Барі»                    | B                         | 18+2      | 2         | КІ                 | 0                  | 0                  | -                    | -                    | -                    | -             | -             | -             | 20     | 2      |
| 2018–19                   | «Верона»                  | B                         | 23+5      | 3         | КІ                 | 2                  | 0                  | -                    | -                    | -                    | -             | -             | -             | 30     | 3      |
| 2019-січ. 2020            | «Верона»                  | A                         | 4         | 0         | КІ                 | 1                  | 0                  | -                    | -                    | -                    | -             | -             | -             | 5      | 0      |
| Усього за Hellas «Верона» | Усього за Hellas «Верона» | Усього за Hellas «Верона» | 27+5      | 3         |                    | 3                  | 0                  |                      | -                    | -                    |               | -             | -             | 35     | 3      |
| січ.-серп. 2020           | «Емполі»                  | B                         | 15+1      | 1         | КІ                 | 0                  | 0                  | -                    | -                    | -                    | -             | -             | -             | 16     | 1      |
| 2020–21                   | «Лечче»                   | B                         | 38+2      | 3         | КІ                 | 2                  | 1                  | -                    | -                    | -                    | -             | -             | -             | 42     | 4      |
| 2021–22                   | «Емполі»                  | A                         | 38        | 2         | КІ                 | 1                  | 0                  | -                    | -                    | -                    | -             | -             |               | 39     | 2      |
| 2022–23                   | «Емполі»                  | A                         | 25        | 0         | КІ                 | 1                  | 0                  | -                    | -                    | -                    | -             | -             |               | 26     | 0      |
| 2023–24                   | «Емполі»                  | A                         | 1         | 0         | КІ                 | 1                  | 0                  | -                    | -                    | -                    | -             | -             |               | 2      | 0      |
| Усього за «Емполі»        | Усього за «Емполі»        | Усього за «Емполі»        | 79+1      | 1         |                    | 3                  | 0                  |                      | -                    | -                    |               | -             | -             | 83     | 3      |
| серп. 2023–24             | «Палермо»                 | B                         | 0         | 0         | -                  | -                  | -                  | -                    | -                    | -                    | -             | -             | -             | 0      | 0      |
| Усього за кар'єру         | Усього за кар'єру         | Усього за кар'єру         | 232+19    | 22+1      |                    | 28                 | 2                  |                      | 4                    | 0                    |               | -             | -             | 278    | 25     |